# Богомолова, Людмила Ивановна
Людми́ла Ивановна Богомолова (в замужестве Никонова) (род. 25 марта 1932 года, Москва) — русская советская артистка балета, солистка Большого театра, балетный педагог. Заслуженная артистка РСФСР (1959).

## Биография
Людмила Богомолова начала заниматься танцем в возрасте 14 лет, когда поступила в Московское хореографическое училище. В 1951 году она окончила экспериментальный класс известного педагога Марии Кожуховой.
В 1951—1971 годах — солистка балета Большого театра. Помимо работы в театре, активно гастролировала по СССР, выступая в концертах и спектаклях классического репертуара. В её репертуаре были номера классического наследия и современные постановки, в том числе её партнёра и первого мужа Станислава Власова («Летите, голуби» и другие).
В 1971—1988 годы преподавала классический танец в Московском хореографическом училище. Среди её учениц Наталья Архипова, Галина Сабирова и другие. В 1978—1980 году — балетмейстер-репетитор Большого театра. Член КПСС с 1966 года.

### Семья
Первый муж — Станислав Власов (1933—2017), солист балета Большого театра (1951—1972), балетмейстер. Сын — Леонид Никонов (р. 1961), артист балета Большого театра (1979—1995).
Второй муж — Владимир Никонов (1937—2020), солист балета Большого театра (1957—1978), педагог Московского хореографического училища (1966—1977), педагог Большого театра (с 1978), народный артист РСФСР (1976). Сын — Андрей Никонов (р. 1970), артист балета Большого театра (1988—1999).

## Репертуар вБольшом театре(основные партии)
- 1951 — опера «Сорочинская ярмарка», хореография Ростислава Захарова — Ведьма
- 1953 — «Аистёнок», балетмейстеры Александр Радунский, Николай Попко, Лев Поспехин — Оля
- 1954 — «Фадетта», балетмейстер Леонид Лавровский — Мадлон
- 1954 — «Дон Кихот», хореография Александра Горского — Китри
- 1955 — «Жизель», редакция Леонида Лавровского — вставное па де де
- 1956 — «Шурале», балетмейстер Леонид Якобсон — Сюимбике
- 1957 — «Гаянэ», балетмейстер Василий Вайнонен — Нуннэ — первая исполнительница
- 1958 — «Спартак», балетмейстер Игорь Моисеев — танец «Овечка и волк» — первая исполнительница
- 1959 — «Танцевальная сюита», балетмейстер Алексей Варламов — Солистка — первая исполнительница
- 1959 — «Золушка», балетмейстер Ростислав Захаров — Золушка
- 1959 — «Вальпургиева ночь» в опере «Фауст», балетмейстер Леонид Лавровский — Вакханка
- 1960 — «Каменный цветок», балетмейстер Юрий Григорович — Хозяйка Медной горы
- 1960 — «Лебединое озеро», редакция Асафа Мессерера — па де труа
- 1960 — «Шопениана», хореография Михаила Фокина — Солистка
- 1960 — «Конёк-Горбунок», балетмейстер Александр Радунский — Водяница
- 1961 — «Страницы жизни», балетмейстер Леонид Лавровский — Дочь Андрея — первая исполнительница
- 1961 — «Тропою грома», балетмейстер Константин Сергеев — Сари
- 1961 — «Пламя Парижа», балетмейстер Василий Вайнонен — Жанна
- 1962 — «Скрябиниана», балетмейстер Касьян Голейзовский — «Мазурка» — первая исполнительница
- 1962 — «Русские миниатюры», балетмейстер Владимир Варковицкий — «Царевна-лебедь» — первая исполнительница
- 1962 — «Жизель», редакция Леонида Лавровского — Жизель
- 1963 — «Подпоручик Киже», балетмейстеры Ольга Тарасова и Александр Лапаури — Перо — первая исполнительница
- 1963 — «Класс-концерт», балетмейстер Асаф Мессерер — Солистка
- 1963 — «Лауренсия», балетмейстер Вахтанг Чабукиани — Лауренсия
- 1964 — «Спящая красавица», редакция Юрия Григоровича — Принцесса Флорина
- 1964 — «Лебединое озеро», редакция Асафа Мессерера — Одетта—Одиллия

## Звания и награды
- 1951 — Лауреат III Всемирного фестиваля молодежи и студентов в Берлине (I премия)
- 1957 — Лауреат VI Всемирного фестиваля молодежи и студентов в Москве (I премия)
- 1959 — Заслуженная артистка РСФСР

## Сочинения
- Богомолова Л. Этот неутомимый Геннадий Ледях // Большой театр : газета. — М., 1998. — № 2 апреля.